# Arthur Anderson (affärsman)
Arthur Anderson, född 1792 på Shetland, död den 27 februari 1868 i London, var en skotsk affärsman och filantrop.
Anderson ingick först vid marinen, men ägnade sig från 1815 åt handel och skeppsrederi och tog en verksam del i utrustningen av dom Pedros expedition mot dom Miguel i Portugal. Anderson grundlade 1840 Peninsular and Oriental Steam Navigation Company, som befordrar post och passagerare till Medelhavet, Indien, Kina, Australien och Sydamerika. Som medlem av underhuset (1847–1852) verkade han bland annat ivrigt för navigationsaktens upphävande. Han stiftade även flera undervisnings- och välgörenhetsanstalter.